# Henrik Larsen (Schauspieler)
Henrik Larsen (* 8. September 1949) ist ein dänischer Schauspieler.

## Leben
Henrik Larsen absolvierte nach seinem Schulabschluss von 1966 bis 1970 seine Schauspielausbildung an der Schauspielschule des Odense Teater, wo er auch sein Bühnendebüt als Darsteller hatte und dort anschließend über mehrere Jahre hinweg als festes Ensemblemitglied engagiert war. Als Bühnendarsteller wirkte er in zahlreichen Theaterstücken, Musicals und Kabarett-Programmen mit, so unter anderem auch am Königlichen Theater Kopenhagen, am Folketeatret, am Aarhus Teater oder am Theater Helsingør. Als Schauspieler vor der Kamera hat er seit dem Jahr 1971 in bislang mehr als 60 Film-und-Fernsehproduktionen mitgewirkt.

## Filmografie (Auswahl)
- 1978: Red beset
- 1981: Belladonna
- 1983: O i Reno
- 1986: Die Augen des Wolfes
- 1988: Eine ungewöhnliche Entführung
- 1990: Lass die Eisbären tanzen
- 1993: Schwarze Ernte
- 1995: Final Hour
- 1998: I Wonder Who’s Kissing You Now
- 1999: Taxa (Fernsehserie, 11 Folgen)
- 2006: Nach der Hochzeit
- 2007: Kommissarin Lund – Das Verbrechen (Fernsehserie, 1 Folge)
- 2010: Borgen – Gefährliche Seilschaften (Fernsehserie, 1 Folge)
- 2014: Die Erbschaft (Fernsehserie, 1 Folge)
- 2016: Follow the Money (Fernsehserie, 1 Folge)
- 2017: Fri for Flemming